# Alyssa Campanella
Alyssa Marie Campanella (ur. 21 marca 1990) – amerykańska modelka, która zdobyła w 2011 roku tytuł Miss USA.
W 2006 roku została wybrana Miss New Jersey Teen USA. W 2007 roku reprezentowała ten stan na ogólnokrajowych wyborach Miss USA Nastolatek, zdobywając tytuł pierwszej wicemiss. Dwukrotnie startowała w wyborach Miss New Jersey USA. W 2008 roku została pierwszą wicemiss, a w 2009 roku zakwalifikowała się do pierwszej piętnastki.
21 listopada 2010 roku zdobyła tytuł Miss California USA. Była faworytką bukmacherów w wyborach Miss USA. Zgodnie z oczekiwaniami zdobyła tytuł.
W 2011 roku reprezentowała Stany Zjednoczone w konkursie Miss Universe, jednak nie zakwalifikowała się tam do czołowej dziesiątki.
W styczniu 2012 wystąpiła w emitowanym na Food Network reality-show Rachael vs. Guy: Celebrity Cook-Off, odpadając w drugim tygodniu rywalizacji.
2 kwietnia 2016 roku, Alyssa wyszła za mąż za swojego długoletniego partnera – kanadyjskiego aktora Torrance’a Coombsa. Para rozstała się w 2019 roku.